# درگیری‌های کردستان سوریه
منازعه کردهای سوریه که همچنین با عنوان انقلاب روژاوا نیز شناخته می‌شود، یک نزاع سیاسی و درگیری نظامی است که در شمال سوریه اتفاق می‌افتد و در بین ملی گرایان کرد به عنوان کردستان غربی یا روژاوا معروف است. در جریان جنگ داخلی سوریه که در سال ۲۰۱۱ آغاز شد، ائتلاف تحت کنترل کردها به رهبری حزب اتحادیه دمکرات و همچنین برخی دیگر از گروه‌های کرد، عرب، سریانی-آشوری و ترکمن سعی در ایجاد قانون اساسی جدید برای ایجاد منطقه خودمختار de facto داشتند، در حالی که بال‌های نظامی و شبه نظامیان متفقین برای حفظ کنترل منطقه جنگیده‌اند. این امر منجر به تأسیس اداره خودمختاری شمال و شرق سوریه (NES) در سال ۲۰۱۶ شد. حامیان NES اظهار داشتند که این رویدادها یک انقلاب اجتماعی را تشکیل می‌دهند.